# Christian Ameri
Christian Ameri ist ein französischer Schauspieler.
Er ist seit Ende der 1980er Jahre im französischen Film tätig. 2001 spielte er Élie Guadet in Die Lady und der Herzog und 2011 Albert in Ziemlich beste Freunde.

## Filmografie (Auswahl)
- 1991: La pagaille
- 1997, 2005: Kommissar Navarro (Navarro, Fernsehserie, 2 Folgen)
- 1999: Die Sekretärin des Weihnachtsmanns (La secrétaire du père Noël)
- 1999: Der Graf von Monte Christo (Le comte de Monte-Cristo)
- 2000: Julie Lescaut (Fernsehserie, 1 Folge)
- 2001: Ich geh’ nach Hause (Je rentre à la maison)
- 2001: Die Lady und der Herzog (L´anglaise et le duc)
- 2004: Nos amis les flics
- 2006: La Crim’ (Fernsehserie, 2 Folgen)
- 2007: Comme ton père
- 2010: Mon pate
- 2011: Ziemlich beste Freunde (Intouchables)
- 2012: Paris-Manhattan
- 2013: La Dune
- 2013: Crime Scene Riviera (Section de recherches, Fernsehserie, 1 Folge)
- 2016: Unterwegs mit Jacqueline (La vache)
- 2021: Warten auf Bojangles (En attendant Bojangles)